# Sergio Llorente
Sergio Antonio Llorente Paz (Madrid, 13 settembre 1990) è un cestista spagnolo.
È il figlio di José Luis Llorente, a sua volta cestista.